# Puduččéri
Puduččéri nebo také Puttucheri (francouzsky Pondichéry nebo Pondichérry), od 2006 Puducherry je svazové teritorium v Indii. Sestává ze čtyř oddělených lokalit, jednou z nich je stejnojmenné město Puduččéri.

## Historie
Město bylo od roku 1674 součástí Francouzské (Východní) Indie. Tato kolonie zahrnovala kromě samotného Pondichérry ještě Chandernagore (1673), Karaikal (1739), Yanaon (1731) a Mahé (1725). V 18. století došlo k posílení francouzského vlivu i na rozsáhlé části vnitrozemí a tím k rozkvětu města Puduččéri. V důsledku neúspěšného soupeření s Brity o nadvládu nad subkontinentem však nakonec francouzské panství zůstalo omezeno pouze na Pondichérry a čtyři další města, která nesměla být ani opevňována. V roce 1954 začaly proindické oddíly násilně zabírat Francouzskou Indii, která se pak stala součástí Indické federace. Francie tuto skutečnost akceptovala v roce 1963. Od té doby je původní Francouzská Indie pod názvem Puttucheri součástí Indie jako svazové teritorium (Chandernagore bylo odděleno). Přibližně deset tisíc obyvatel si ponechalo francouzské občanství, dalších asi dvacet tisíc žije ve Francii.